# Косијаско (Мисисипи)
Косијаско (енгл. Kosciusko) је градић у америчкој савезној држави Мисисипи.

## Демографија
По попису из 2010. године број становника је 7.402, што је 30 (0,4%) становника више него 2000. године.
| Група             | 2000.         | 2010.         |
| Белци             | 3.936 (53,4%) | 3.317 (44,8%) |
| Афроамериканци    | 3.286 (44,6%) | 3.845 (51,9%) |
| Азијати           | 34 (0,5%)     | 37 (0,5%)     |
| Хиспаноамериканци | 78 (1,1%)     | 157 (2,1%)    |
| Укупно            | 7.372         | 7.402         |